# Asura subcervina
Asura subcervina är en fjärilsart som beskrevs av Walker 1864. Asura subcervina ingår i släktet Asura och familjen björnspinnare. Inga underarter finns listade i Catalogue of Life.